# Adrienne King
Adrienne King (Oyster Bay, 21 luglio 1960) è un'attrice statunitense.
È famosa per aver interpretato il ruolo della final girl Alice Hardy in Venerdì 13 e nel suo sequel L'assassino ti siede accanto.

## Biografia
Dopo la breve notorietà raggiunta grazie ai primi due film della saga di Venerdì 13, si è ritirata dalle scene, dedicandosi alla sua prima passione: la danza (aveva girato scene di ballo, non accreditata, ne La febbre del sabato sera ed Hair), e successivamente alla pittura. A parte saltuarie apparizioni, trent'anni dopo Venerdì 13, il regista italiano Gionata Zarantonello le offre un ruolo nel suo The Butterfly Room - La stanza delle farfalle.

## Filmografia

### Attrice

#### Cinema
- Between the Lines, regia di Joan Micklin (1977)
- La febbre del sabato sera (Saturday Night Fever), regia di John Badham (1977) - non accreditata
- Hair, regia di Miloš Forman (1979) - non accreditata
- Venerdì 13 (Friday the 13th), regia di Sean S. Cunningham (1980)
- Venerdì 13 parte II: L'assassino ti siede accanto (Friday the 13th Part 2), regia di Steve Miner (1981)
- Walking Distance, regia di Mel House (2010)
- The Innocent, regia di Jason Hawkins (2011)
- Gabby's Wish, regia di Hollie Olson (2012)
- The Butterfly Room - La stanza delle farfalle (The Butterfly Room), regia di Gionata Zarantonello (2012)
- Tales of Poe, regia di Bart Mastronardi e Alan Rowekelly (2014)

#### Televisione
- Inherit the Wind, regia di George Schaefer – film TV (1965)

#### Cortometraggi
- Back to the Lake 2, regia di Curtis Pew (2011)

### Doppiatrice
- Buon compleanno Mr. Grape (What's Eating Grape), regia di Lasse Hallström (1993)
- Back to the Lake, regia di Victor Bonacore – cortometraggio (2011)
- Silent Night, Bloody Night: The Homecoming, regia di James Plumb (2013)